# Pennabilli

Commune de Pennabilli au sein de la province de Rimini

Pennabilli (la Pénna en dialecte romagnol) est une commune d'environ 2 750 habitants, située dans la province de Rimini, dans la région Émilie-Romagne. Elle fait partie de la région historique du Montefeltro et de l'aire culturelle de la Romagne dont elle est une des communes les plus méridionales.
La commune est classée en zone sismique 2, ce qui correspond à un risque moyen. Son saint patron est Saint Pie V.

## Géographie
Le territoire de la commune se trouve dans la haute vallée du Marecchia, au croisement de la route SS258 et de la montée vers Carpegna. Il fait partie du parc naturel régional du Sasso Simone et Simoncello et de la Comunità Montana Alta Valmarecchia. Une partie du Mont Carpegna (1415m) est située sur le territoire communal, ainsi que le Monte Canale (1052m).
Pennabilli se trouve par voie routière à 44 kilomètres de Rimini, capitale de province, et 140 km de Florence et de Bologne. Depuis Pennabilli, les autres villes d'importance en termes démographiques ou culturels aux alentours se situent respectivement à 86 km pour Arezzo, 56 km pour Urbino, 74 km pour Pesaro, 78 km pour Forlì et 56 km pour Césène. Le territoire communal est traversé par la route 258 qui, via l'antique passo di Viamaggio, relie la Toscane à l'Emilie-Romagne. Pennabilli est la dernière commune de la région traversée par cet axe avant le passage dans la province d'Arezzo. 
Bien que située dans la province de Rimini, la commune se trouve géographiquement aux confins de deux autres provinces italiennes dans deux régions différentes, la province d'Arezzo en Toscane et la province de Pesaro et Urbino dans les Marches. Elle est une des communes les plus méridionales de l'Emilie-Romagne.  
Les communes limitrophes de Pennabilli sont, en Toscane, Sestino et Ca' Raffaello, fraction de la commune de Badia Tedalda, Carpegna et Montecopiolo, à l'est, dans les Marches, les villages de Casteldelci au sud et de Maiolo au nord et les bourgs de Novafeltria et Sant'Agata Feltria sur la rive opposée du Marecchia. 
Les frazioni, ou hameaux, rattachés à la commune sont nombreux, on compte Ca' Morlano, Maciano, Miratoio, Molino di Bascio, Ponte Messa, Scavolino et Soanne.
Le territoire communal, long d'une quinzaine de kilomètres sur une ligne sud-ouest nord-est, place Pennabilli à la même latitude que Florence, ou, en France, Menton ou le Luberon.

## Histoire
Les fouilles archéologiques ont fait remonter les débuts de l'occupation humaine sur le site de la commune aux époques étrusques puis romaines.
Durant la période des incursions barbares au milieu du Ier millénaire apr. J.-C., les deux éminences difficiles d'accès sur lesquelles se dresse le chef-lieu de la commune actuelle, aujourd'hui appelées Roccione et Rupe, servirent de refuge aux populations des alentours et de la vallée. Ces deux sommets furent les bases des communautés humaines de Penna et de Billi, la première tirant son nom du latin pinna signifiant sommet, pointe, et la seconde de bilia, cime parmi les arbres. Une autre interprétation de Billi donne pour origine au toponyme le dieu étrusque du feu, appelé Velch ou Sethlans, dérivé de Baal et vénéré dans un temple qui serait devenu l'église San Lorenzo, (Saint-Laurent, dont le martyre est lié au feu).
En 1004, un descendant de la famille noble Carpegna - qui donne son nom au village voisin éponyme - et surnommé Malatesta du fait de son caractère têtu et dissipé, entame la construction d'une forteresse sur le Roccione, marquant un des points d'origine d'une lignée qui, depuis Pennabilli, ensuite depuis Verucchio, puis enfin depuis Rimini, deviendra maîtresse de la Romagne dans son entier. L'union du château des Malatesta et du château de Billi a lieu en 1350 quand est posée la « pierre de la paix » sur la place du marché entre les deux foyers de population de ce qui deviendra Pennabilli. 
Par la suite la commune a fait partie intégrante du duché d'Urbino, des Montefeltro. Après la courte domination de César Borgia de 1502 à 1504 puis la mort du dernier Montefeltro en 1508, le duché et Pennabilli échoient à la famille della Rovere avant leur incorporation dans les États pontificaux en 1631.
En 1572, le siège de l'évêché local est transféré de San Leo à Pennabilli, et le Pape Grégoire XIII confère au bourg le titre de cité. Le village est toujours aujourd'hui siège de l'évêché de Saint-Marin-Montefeltro
Initialement, en 1860, lors de l'unification de l'Italie, la commune de Pennabilli fut rattachée à la région des Marches (province de Pesaro et Urbino). Ce n'est que tout récemment, le 15 août 2009, qu'elle en a été détachée, conjointement avec six autres communes du Haut-Valmarecchia, en application des résultats d'un référendum tenu les 17 et 18 décembre 2006, pour être rattachée à l'Émilie-Romagne. Sur cette modification territoriale, pourtant pleinement entrée en vigueur, a pesé jusqu'au 10 juillet 2010 le recours de la région des Marches devant la Cour constitutionnelle, qui l'a rejeté pour inadmissibilité, vu son absence de fondement, aucune loi n'ayant été violée ou enfreinte.
En juin 2011, le village reçoit la visite du Pape Benoît XVI. 

### Pennabilli et leTibet

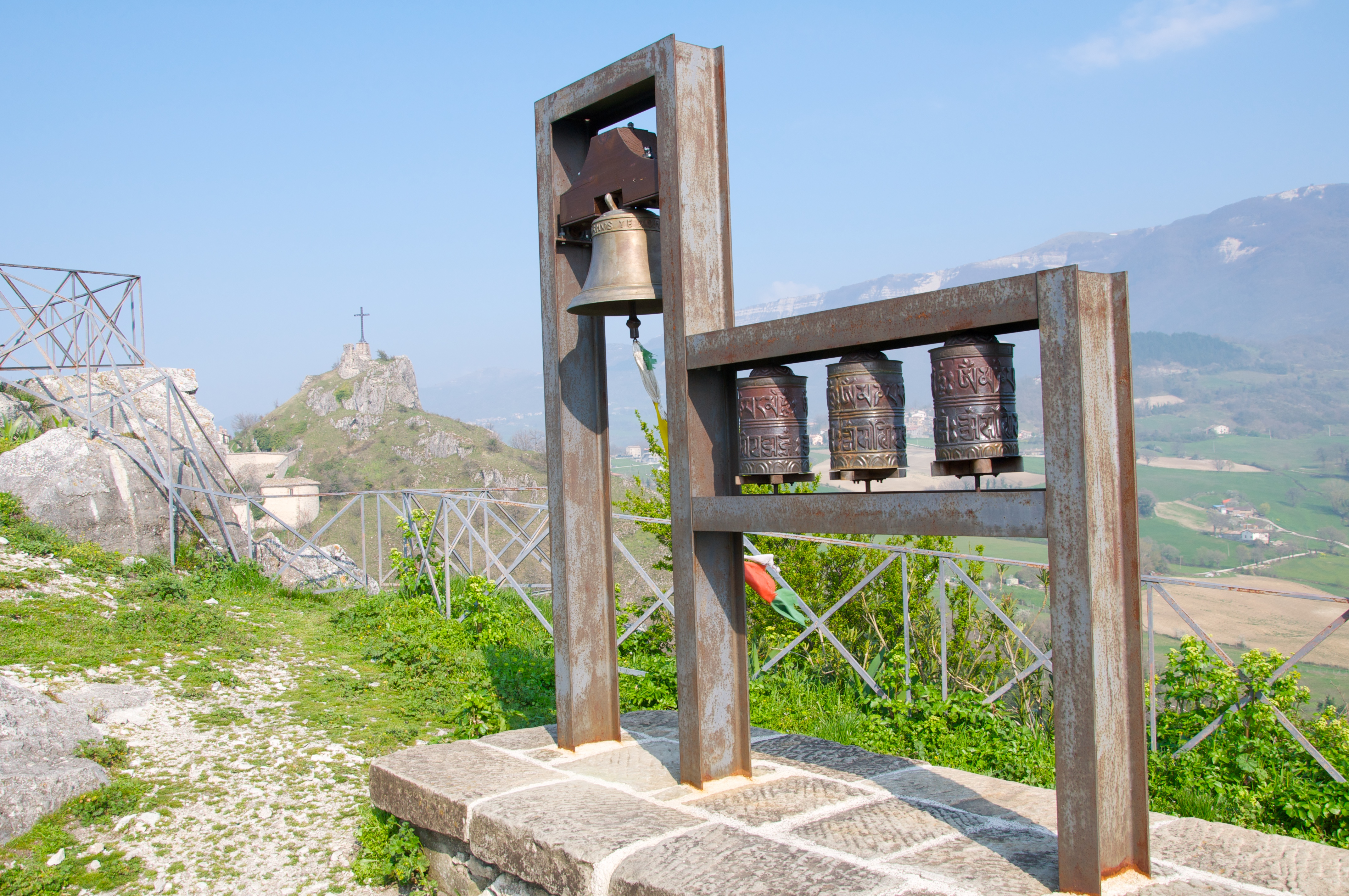
La cloche de Lhassa (reproduction)

Au XVIIIe siècle, le missionnaire Francesco della Penna part de Pennabilli pour fonder une mission catholique à Lhassa. Il développe un rapport de confiance avec les moines locaux et la population, amenant au Tibet la première presse d'imprimerie à caractère mobiles et publiant le premier dictionnaire italo-tibétain, traduit par la suite en langue anglaise. 
En commémoration de ces liens historiques, le village reçoit la visite en 1994 de Tenzin Gyatso, quatorzième Dalaï-lama, qui scelle une plaque commémorative sur la façade de la maison natale de Francesco della Penna l'année de l'anniversaire des 250 ans de sa mort.  
En 2005, Tenzin Gyatso se rend à nouveau à Pennabilli et inaugure au sommet d'une des collines qui forme la cité un dispositif formé d'une cloche, reproduction de celle amenée à Lhassa par le missionnaire, et de trois moulins à prières tibétains.

## Administration
| Période                                  | Période  | Identité         | Étiquette | Qualité |
| ---------------------------------------- | -------- | ---------------- | --------- | ------- |
| 14 juin 2004                             | En cours | Stefano Paolucci |           |         |
| Les données manquantes sont à compléter. |          |                  |           |         |

## Population

### Évolution de la population en janvier de chaque année
| 1861  | 1901  | 1921  | 1951  | 1961  | 1971  | 1981  | 1991  | 2001  |
| ----- | ----- | ----- | ----- | ----- | ----- | ----- | ----- | ----- |
| 3 111 | 4 391 | 5 129 | 5 060 | 4 004 | 3 045 | 3 211 | 3 124 | 3 139 |

| 2011  | - | - | - | - | - | - | - | - |
| ----- | - | - | - | - | - | - | - | - |
| 3 002 | - | - | - | - | - | - | - | - |

### Ethnies et minorités étrangères
Selon les données de l’Institut national de statistique (ISTAT) au 1er janvier 2011 la population étrangère résidente était de 148 personnes.
Les nationalités majoritairement représentatives étaient :
| Pos. | Pays     | Population |
| ---- | -------- | ---------- |
| 1    | Albanie  | 36         |
| 2    | Roumanie | 34         |

## Lieux d’intérêt
- I Luoghi dell'anima: Orto dei frutti dimenticati ou le jardin des fruits d’autrefois de Tonino Guerra, un lieu où se mélangent les installations artistiques et d’anciennes variétés d’arbres fruitiers[3].
- Le musée des mathématiques : dans le palais communal, un des rares musées italiens à exposer l’histoire des mathématiques et des instruments de calcul mécanique[4].
- La cathédrale de San Bartolomeo, ou duomo de Pennabilli, édifiée au cours du XVIe siècle et consacrée en 1588. Son érection coïncide avec le transfert du siège épiscopal de San Leo à Pennabilli. Sa façade caractéristique de terre cuite a été réalisée en 1914.
- Le Parc naturel régional de Sasso Simone et Simoncello

## Évènements
- Foire nationale des antiquaires en juillet.
- Festival international des arts de la rue, artisti in piazza, qui se déroule entre la fin du mois de mai et le début de juin.

## Personnalites liées à Pennabilli
- Matteo da Bascio, (1495 environ – 6 août 1552), fondateur et premier supérieur de l’Ordre des frères mineurs capucins, originaire de la localité de Bascio
- Francesco della Penna (1680 – 20 juillet 1745), religieux capucin et missionnaire chrétien au Tibet
- Tonino Guerra (Santarcangelo di Romagna, 16 mars 1920 - S. Arcangelo di Romagna, 21 mars 2012), poète et scénariste, vivait et travaillait à Pennabilli depuis 1989, il y a créé le jardin des fruits oubliés.
- Pietro Micheletti (19 octobre 1900 - 25 mars 2005) militaire italien, héros de la première guerre mondiale, né et mort dans la localité de Maciano.